# 리코쳇
《리코쳇》(영어: Ricochet)은 밸브 코퍼레이션에서 2000년 12월 1일발매한 출시된 멀티 플레이어 1인칭 슈팅 게임이다. 스팀에서 출시되기 전에 하프라이프를 구매한 사람에게는 《리코쳇》이 무료로 제공되기도 하였다.